# Episodi de L'orso Ben (prima stagione)
La prima stagione della serie televisiva L'orso Ben è andata in onda negli Stati Uniti dal 10 settembre 1967 al 24 marzo 1968 sulla CBS.
| nº | Titolo originale              | Prima TV USA      | Titolo italiano | Prima TV Italia |
| -- | ----------------------------- | ----------------- | --------------- | --------------- |
| 1  | Hurricane Coming              | 10 settembre 1967 |                 |                 |
| 2  | Green Eyed Bear               | 17 settembre 1967 |                 |                 |
| 3  | Fish and Chips                | 24 settembre 1967 |                 |                 |
| 4  | Gator Man                     | 1º ottobre 1967   |                 |                 |
| 5  | Voice From the Wilderness     | 8 ottobre 1967    |                 |                 |
| 6  | Invasion of Willie Sam Gopher | 15 ottobre 1968   |                 |                 |
| 7  | Restless Bear                 | 22 ottobre 1967   |                 |                 |
| 8  | Battle of Wedloe Woods        | 29 ottobre 1967   |                 |                 |
| 9  | Warden For Man and Beast      | 5 novembre 1967   |                 |                 |
| 10 | A Waste of Honey              | 12 novembre 1967  |                 |                 |
| 11 | Jennifer                      | 19 novembre 1967  |                 |                 |
| 12 | Warden in the Bear Pit        | 26 novembre 1967  |                 |                 |
| 13 | A Medal For Ben               | 3 dicembre 1967   |                 |                 |
| 14 | The Ransom                    | 17 dicembre 1967  |                 |                 |
| 15 | The Wayward Bear Part 1       | 24 dicembre 1967  |                 |                 |
| 16 | The Wayward Bear Part 2       | 31 dicembre 1967  |                 |                 |
| 17 | The Opportunist               | 7 gennaio 1968    |                 |                 |
| 18 | The Battle of Birthday Bay    | 14 gennaio 1968   |                 |                 |
| 19 | Trophy Bear                   | 21 gennaio 1968   |                 |                 |
| 20 | Mama Jolie                    | 28 gennaio 1968   |                 |                 |
| 21 | Batter Up                     | 4 febbraio 1968   |                 |                 |
| 22 | Growing Pains                 | 11 febbraio 1968  |                 |                 |
| 23 | Fire in the Glades            | 18 febbraio 1968  |                 |                 |
| 24 | Take a Giant Step             | 25 febbraio 1968  |                 |                 |
| 25 | Survival in the Swamp         | 3 marzo 1968      |                 |                 |
| 26 | Who's Afraid?                 | 10 marzo 1968     |                 |                 |
| 27 | Greener Pastures              | 17 marzo 1968     |                 |                 |
| 28 | Ol' Joe's Gotta Go            | 24 marzo 1968     |                 |                 |

## Hurricane Coming
- Prima televisiva: 10 settembre 1967
- Diretto da: Ricou Browning
- Scritto da: Robert Walden

### Trama
- Guest star: Mala Powers (Jane Morley), Frank Schuller (Kenneth Morley), Rusty Weaver (Rob Morley)

## Green Eyed Bear
- Prima televisiva: 17 settembre 1967
- Diretto da: John Florea
- Scritto da: Roswell Rogers

### Trama
- Guest star: Ron Howard (Jody Cutler), Bert Williams (Monk Cutler)

## Fish and Chips
- Prima televisiva: 24 settembre 1967
- Diretto da: George Sherman
- Scritto da: Gilbert Ralston

### Trama
- Guest star: Bud Irwin (Lou Benner), Charles Martin (sceriffo Harris), Simon Oakland (Packy Benner)

## Gator Man
- Prima televisiva: 1º ottobre 1967
- Diretto da: John Florea
- Scritto da: Earl Hamner, Jr.

### Trama
- Guest star: Robin Mattson (Jenny Maddox), Albert Salmi (Mike Maddox), Marty Silber (Willie)

## Voice From the Wilderness
- Prima televisiva: 8 ottobre 1967
- Diretto da: Ricou Browning
- Scritto da: Maria K. Little

### Trama
- Guest star: Burt Reynolds (pilota)

## Invasion of Willie Sam Gopher
- Prima televisiva: 15 ottobre 1968
- Diretto da: William D. Russell
- Scritto da: Roswell Rogers

### Trama
- Guest star: Courtney Brown (barcaiolo), Pepito Galindo (Jimmie Boy), Randy Kuhl (Tommie), Eleanor La Forge (Miss Salisbury), Bernice Olivo (Mrs. Gopher), Jay Silverheels (Willie Sam Gopher)

## Restless Bear
- Prima televisiva: 22 ottobre 1967
- Diretto da: R. G. Springsteen
- Scritto da: Earl Hamner, Jr.

### Trama
- Guest star: Ric Applewhite (dottor Crane), Kathy Nagle (Carrie Spencer)

## Battle of Wedloe Woods
- Prima televisiva: 29 ottobre 1967
- Diretto da: John Florea
- Scritto da: Gilbert Ralston

### Trama
- Guest star: Howard Da Silva (Phillip Garrett), Kay Reid (Mabel Garrett)

## Warden For Man and Beast
- Prima televisiva: 5 novembre 1967
- Diretto da: John Florea
- Scritto da: Roswell Rogers

### Trama
- Guest star: Sidney Blackmer (professore Hugo)

## A Waste of Honey
- Prima televisiva: 12 novembre 1967
- Diretto da: R. G. Springsteen
- Scritto da: Earl Hamner, Jr.

### Trama
- Guest star: Mark Harris (Zeke), Pat Hingle (Dude)

## Jennifer
- Prima televisiva: 19 novembre 1967
- Diretto da: R. G. Springsteen
- Soggetto di: Gilbert Ralston

### Trama
- Guest star: Marge Hesse (Callie Harkness), Charles Martin (Wes Harper), Renee Rich (Jennifer Harkness), William Windom (James Harkness)

## Warden in the Bear Pit
- Prima televisiva: 26 novembre 1967
- Diretto da: R. G. Springsteen

### Trama
- Guest star: Mark Harris (Fisherman), Pat Henning (Willy), Charles Martin (Wes Harper), Murvyn Vye (Fred), Robertson White (Hank)

## A Medal For Ben
- Prima televisiva: 3 dicembre 1967
- Diretto da: R. G. Springsteen
- Soggetto di: Tam Spiva, George Sherman

### Trama
- Guest star: José Miguel (portavoce seminole)

## The Ransom
- Prima televisiva: 17 dicembre 1967
- Diretto da: R. G. Springsteen
- Scritto da: D. D. Beauchamp

### Trama
- Guest star: Harry Bellaver (Cluny Barrett), Simon Oakland (Packy Benner), Robertson White (proprietario)

## The Wayward Bear Part 1
- Prima televisiva: 24 dicembre 1967
- Diretto da: Ricou Browning
- Soggetto di: Earl Hamner, Jr.

### Trama
- Guest star: Rey Baumel (Eddy Lawrence), Gene Lorenzo (aiutante), Guy Rennie (Jasper Day), Sam Segal (conducente)

## The Wayward Bear Part 2
- Prima televisiva: 31 dicembre 1967
- Diretto da: Ricou Browning
- Soggetto di: Earl Hamner, Jr.

### Trama
- Guest star: Stuart Erwin (Harry Tatum), Templeton Fox (Martha Tatum)

## The Opportunist
- Prima televisiva: 7 gennaio 1968
- Diretto da: R. G. Springsteen
- Scritto da: Rance Howard

### Trama
- Guest star: Charles Martin (sceriffo Wes Harper), Strother Martin (Reed Olmstock), Frank Schuller (Chet Tunnison)

## The Battle of Birthday Bay
- Prima televisiva: 14 gennaio 1968
- Diretto da: R. G. Springsteen
- Scritto da: Roswell Rogers

### Trama
- Guest star: Beth Brickell (Ellen Wedloe)

## Trophy Bear
- Prima televisiva: 21 gennaio 1968
- Diretto da: R. G. Springsteen
- Scritto da: Gilbert Ralston

### Trama
- Guest star: Frank Logan (John Coberly), Tom Poston (Joe Cardigan), Robertson White (Hank Minegar)

## Mama Jolie
- Prima televisiva: 28 gennaio 1968
- Diretto da: Gerd Oswald
- Scritto da: Tam Spiva

### Trama
- Guest star: Bob Broadway (Geoffrey), Juanita Moore (Mama Jolie)

## Batter Up
- Prima televisiva: 4 febbraio 1968
- Diretto da: George Cahan
- Soggetto di: Dennis Weaver, Rance Howard

### Trama
- Guest star: David Butler (cacciatore di orsi), Bob Gibson (sé stesso), Randy Kuhl (capitano di Swamprat)

## Growing Pains
- Prima televisiva: 11 febbraio 1968
- Diretto da: George Cahan
- Scritto da: John Elliotte

### Trama
- Guest star: Vance Irick (Steve Clark), Marquis Sipes (Milton Hayner)

## Fire in the Glades
- Prima televisiva: 18 febbraio 1968
- Diretto da: Gerd Oswald
- Scritto da: Tam Spiva

### Trama
- Guest star: Charles Sheldon (Tim Braddock), Robertson White (Hank Minegar)

## Take a Giant Step
- Prima televisiva: 25 febbraio 1968
- Diretto da: Gerd Oswald
- Soggetto di: Robert Walden

### Trama
- Guest star: Richard Duemmling (Jamie), Fritz Weaver (Oce Franklin)

## Survival in the Swamp
- Prima televisiva: 3 marzo 1968
- Diretto da: Gerd Oswald
- Soggetto di: Gilbert Ralston

### Trama
- Guest star: Bruce Gordon (Frank Gordon), Andy Jarrell (Al Gordon), Arthur Roberts (vice)

## Who's Afraid?
- Prima televisiva: 10 marzo 1968
- Diretto da: Ricou Browning
- Scritto da: Ann Marcus

### Trama
- Guest star: Claire Wilcox (Virginia)

## Greener Pastures
- Prima televisiva: 17 marzo 1968
- Diretto da: Gerd Oswald
- Scritto da: John Elliotte

### Trama
- Guest star: Mel Pape (Harrison)

## Ol' Joe's Gotta Go
- Prima televisiva: 24 marzo 1968
- Diretto da: Gerd Oswald
- Scritto da: Roswell Rogers

### Trama
- Guest star: Dennis Dawkins (Brownie), Rick O'Fellman (Carl), Slim Pickens (Lloyd Larkin), Robertson White (contadino)